# Saltarello

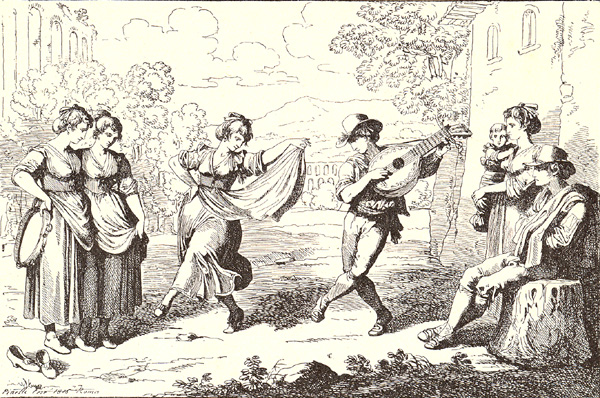
Saltarello. Illustration by Bartolomeo Pinelli.

Saltarello là một điệu nhảy, phong cách vui vẻ, sinh động vào thế kỷ 14. Saltarello phổ biến trong các triều đình của thời trung cổ châu Âu.
Các nguồn của saltarello thời trung cổ Ý là bản thảo Add MS 29987 ở Toscana, có niên đại từ cuối thế kỷ 14 hoặc đầu thế kỷ 15 và bây giờ ở trong thư viện Anh.

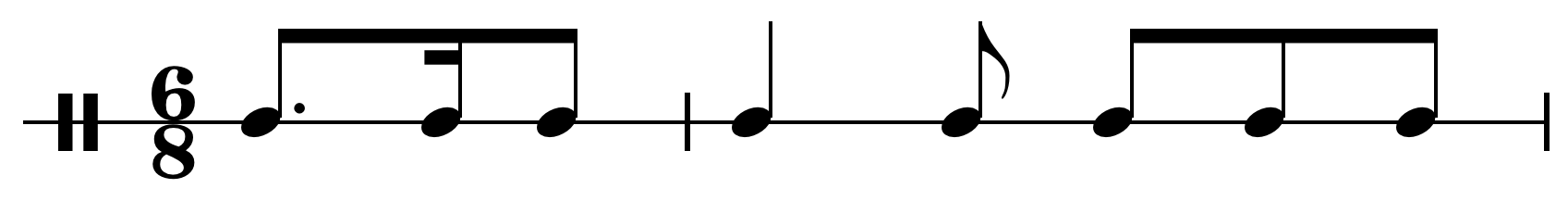
Nhịp saltarello.